# Símun av Skarði
Símun av Skarði (Skarð, 3 maggio 1872 – Tórshavn, 9 ottobre 1942) è stato un poeta, politico e insegnante faroese, è noto principalmente per aver scritto Tú alfagra land mítt, l'inno nazionale delle Fær Øer, ma anche per aver fondato la prima università popolare faroese e per essere stato il primo ad insegnare in lingua faroese.

## Biografia
Símun nacque nel 1872 nel piccolo villaggio di Skarð, situato sull'isola di Kunoy e oggi disabitato. A Skarð era nato anche suo padre Johannes Johannessen, mentre sua madre Elsa proveniva da Viðareiði. Il cognome di Símun avrebbe dunque dovuto essere Johannessen, ma oggi egli è universalmente noto come Símun av Skarði, dove av Skarði vuol dire da Skarð in lingua faroese.

### Carriera universitaria
Ad un seminario nella capitale Tórshavn incontrò Súsanna Kathrina Jacobsen, con la quale si fidanzò ufficialmente nel 1896. Símun decise in quel periodo di fondare un'università popolare per favorire lo sviluppo della gioventù faroese e per fare ciò andò a studiare in Danimarca, dove incontrò il connazionale Rasmus Rasmussen e gli raccontò i suoi progetti.
I due, tornati alle Fær Øer, iniziarono a collaborare per la realizzazione del progetto di Símun, dopo aver studiato insieme per tre anni prima ad Askov e poi a Copenaghen. In particolare, Símun si era concentrato su studi storici e linguistici.
L'inverno del 1899 vide la realizzazione del progetto con la nascita della Føroya Fólkaháskúli, con le prime lezioni che si tenevano in alcuni locali affittati da un mercante. Fu la prima scuola con il faroese come lingua d'insegnamento. Nel frattempo, nel 1901 Símun si sposò, seguito nel 1904 da Rasmus che ne sposò la sorella, Anna Suffía Rasmussen, mentre nel 1909 la scuola spostò le proprie attività nella capitale, dove è attiva ancora oggi. Dal matrimonio Símun ebbe due figli: il futuro giornalista Sigrið av Skarði Joensen nel 1908 e il futuro linguista Jóhannes av Skarði nel 1911.

### Carriera politica
Tuttavia, Símun è stato anche un politico e membro del Løgting dal 1906 al 1914 tra le file del Nuovo Autogoverno. Fu proprio in questo periodo, il 1º febbraio 1906, che lui scrisse Tú alfagra land mítt. Poco dopo la sua morte nel 1942 e quella del suo amico, la municipalità di Tórshavn dedicò loro due strade parallele, l'una chiamata Símunargøta e l'altra Rasmusargøta.

## Opere

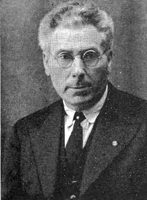
Símun av Skarði

Símun av Skarði si è dedicato anche alla poesia e al giornalismo. Ha tradotto dall'islandese la Víga-Glúms saga e dal norvegese i Guerrieri a Helgeland di Henrik Ibsen. Di seguito una lista con le sue opere principali.
- Tú alfagra land mítt (1º febbraio 1906)
- Jólasálmar og morgun- og kvøldsálmar. Tórshavn: Fram 1913 (30 pagine, insieme a Jákup Dahl)
- Vár: sjónleikur í fimm pørtum. Tórshavn: Ungu Føroyar, 1960. (67 pagine)
- Streingir, ið tóna; red. Turið Sigurðardóttir
  - Streingir, ið tóna: Yrkingar. Tórshavn: Forlagið Fannir, 1998. ISBN 99918-49-20-3 (176 pagine)
  - Streingir, ið tóna II: Søguligar greinir, skaldskapur og søga. Tórshavn, Forlagið Fannir, 1999. ISBN 99918-49-25-4 (257 pagine)
  - Streingir, ið tóna III: Skald og skaldskapur, mál og upplýsing, mentan.... Tórshavn, Forlagið Fannir, 2000. ISBN 99918-49-27-0 (446 pagine)
  - Streingir, ið tóna IV: Søgur og ævintýr. Tórshavn, Forlagið Fannir, 2001. ISBN 99918-49-31-9 (274 pagine)
  - Streingir, ið tóna V: Søgur og ævintýr. Tórshavn, Forlagið Fannir, 2002. ISBN 99918-49-31-9 (102 pagine)
  - Streingir, ið tóna VI: Vár og Víkingarnir á Hálogalandi. Tórshavn, Forlagið Fannir, 2003. ISBN 99918-49-37-8 (161 pagine)
  - Streingir, ið tóna VII: Skaldsøgan Strondin bláa eftir Kristmann Guðmundsson. Tórshavn, Forlagið Fannir, 2005. ISBN 99918-49-38-6